# Brento
Der Brento war ein Flüssigkeitsmaß in Verona. Das Maß entsprach der sogenannten neuen Lombardischen Pinte.
- 1 Brento = 4 Secchie/Secchia/Secchj = 16 Basse = 72 Inghistare = 3554,64 Pariser Kubikzoll = 70,5111 Liter[1]
- 1 Botta = 12 Brenti (Die Botta, oder das Both, war in Venedig ein Ölmaß)

Praxisbezogen waren 17 Brenti = 1200 Liter